# Julius Nyerere
Julius Kambarage Nyerere (Butiama, 1922. április 13. – London, 1999. október 14.) tanzániai marxista politikus, államférfi, író. Tanzánia elnöke volt 1964-től 1985-ig. Afrika legtiszteltebb politikusai közé tartozott, a közművelődés fejlesztésében tett erőfeszítéseinek elismeréseként Mwalimu, vagyis tanító melléknévvel illették, de a „Nemzet Atyjaként” is emlegették.

## Élete
Munkáit szuahéli és angol nyelven alkotta. Előkelő családból származott, hiszen egy törzsfőnök fia volt. Tanulmányait egy missziós iskolában kezdte meg 12 éves korában Musomában, majd Kampalában, a Makerere Egyetemen szerezte meg a tanári képesítését.
1946 és 1949 között egy katolikus missziós iskolában tanított biológiát és angolt, majd Nagy-Britanniába ment, ahol 1952-ig az Edinburgh-i Egyetemen tovább tanult. Ő volt az első tanganyikai, aki brit egyetemen tanulhatott, és a második, aki Afrikán kívül szerzett diplomát. Itt került szorosabb kapcsolatba a Fekete-Afrika gyarmatosítása elleni mozgalommal.
A Tanganyikai Afrikai Nemzeti Frontot 1952-ben ő alakította meg, és a szervezetnek az elnöke lett. Ettől kezdve nagy politikai, ideológiai és közművelődési kampányt szervezett (ekkor kapta a megtisztelő mwalimu, azaz tanító melléknevet). 1958-ban pártja győzött a választásokon, ekkor adta ki később híressé vált antikolonialista jelmondatát: Uhuru na kazi (Szabadság és munka).
1960-ban Tanganyika önkormányzatot kapott. 1960–61-ben főminiszter, 1961–62-ben miniszterelnök, 1962 és 1964 közt Tanganyika, majd Tanzánia elnöke volt. 1963-tól a Kelet-afrikai Egyetem elnöki tisztét is betöltötte. Angliai tanulmányai alatt munkáspárti és a pánafrikai mozgalom híve volt; ebben az időben alakult ki benne a hazája függetlenségéért és a gyarmatosítás elleni harc fontosságáért való meggyőződése.
Hatalomra kerülése után következetesen küzdött a faji elnyomás ellen. Politikai nézeteinek legfőbb kifejezője az úgynevezett arushai nyilatkozat, amelyet az általa vezetett Tanganyikai Afrikai Nemzeti Unió tett közzé 1967-ben. Elnökként fontos szerepet játszott Tanganyika és Zanzibár szigetének egyesülésében.
Elnökként voltak vitatott döntései is, hiszen ingyenessé tette a vízfogyasztást, amelynek eredménye a víz pocsékolása lett, és ez hozzájárult a megcsappant afrikai ivóvízkészlet további fogyásához. 1979-ben támogatta Idi Amin Dada megdöntését, ezért országa részt vett az Uganda ellen folytatott háborúban.
Az 1970-es évek közepére súlyos gazdasági problémákkal küzdött Tanzánia, és nemzetközi segélyekre is rászorult. 1976-ra a rendszere összeomlott az erőltetett kollektivizálás miatt, mivel a legnagyobb agrártermék-exportőrből a legnagyobb importőr lett. Nyerere felismerte a válságot és az abban játszott szerepét, majd lemondott. Az 1985-ös elnökválasztás után visszavonult, és szabad utat engedett a piacgazdaságnak és a többpártrendszernek. Híres búcsúbeszédében a következőket mondta: „Valljuk be, megbuktam.” A pártelnöki pozícióját azonban egészen 1990-ig megtartotta.
Londonban egy kórházban súlyos leukémiája miatt 1999. október 14-én halt meg, távol hazájától és Afrikától.

## Kiemelt munkái

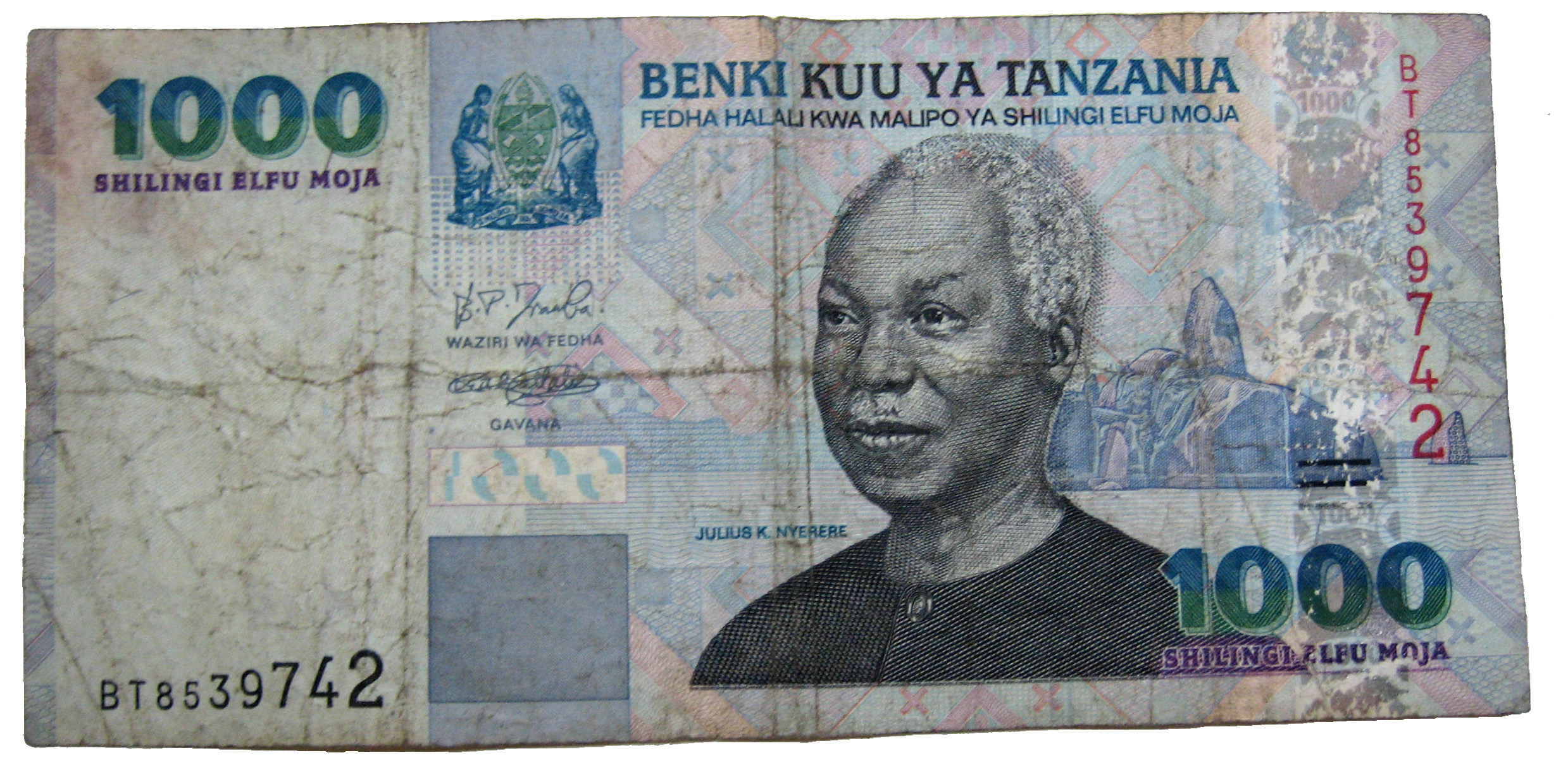
Nyerere arcképe a tanzán 1000 shillinges bankjegyen

Szuahéli nyelvre fordította Shakespeare Julius Caesar (1963) és A velencei kalmár (1969) című drámáit. Ismertebb politikai írásai: Democracy and the Party-System (’A demokrácia és a pártrendszer’, 1965); Freedom and Development (’Szabadság és fejlődés’, 1967); Uhuru na Ujamaa. Freedom and Socialism (’Szabadság és szocializmus’, 1968); Ujamaa. Essays on Socialism (’Szocializmus. Esszék a szocializmusról’, 1968); Socialisme, démocratie et unité africaine (’Szocializmus, demokrácia és az afrikai egység’, 1970). A szocialista béke megteremtése érdekében kifejtett tevékenységéért a Szovjetunió Nemzetközi Lenin-békedíjjal tüntette ki.